# شيغه-رو أوهارا
شيغه-رو أوهارا (باليابانية: 上原繁؛ بالكانا: うえはら しげる) هو مهندس ياباني، ولد في 5 سبتمبر 1947 في طوكيو في اليابان.